# Bahnbetriebswerk Vacha

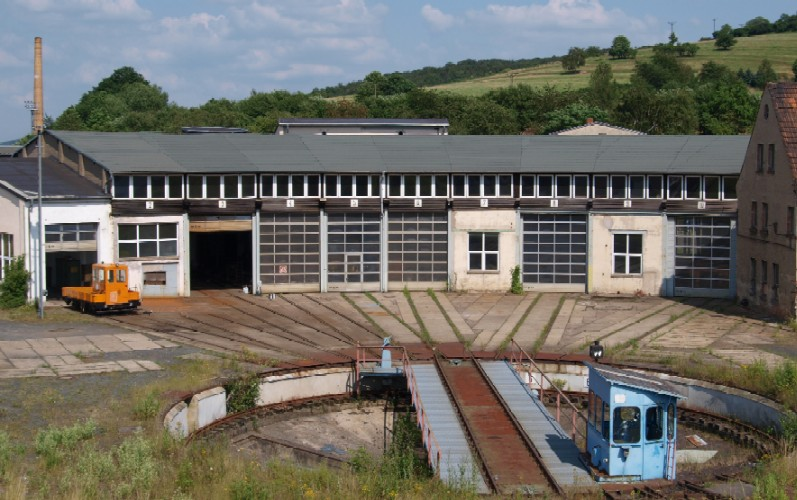
Blick auf den Lokschuppen

Das Bahnbetriebswerk Vacha war ein Bahnbetriebswerk (Bw) in Vacha in Thüringen, welches seit Anfang des 20. Jahrhunderts bis etwa 1974 existierte. Im Anschluss wurde das Bw Vacha in eine Einsatzstelle des Bw Eisenach umgewandelt. Als Ende der 1990er Jahre der Kaliverkehr nach Unterbreizbach aufgegeben wurde, war keine Einsatzstelle mehr nötig.
Im Ringlokschuppen war schon seit den 1970er Jahren der Stahlbau Vacha untergebracht, welcher lange Zeit zum Bahn-Konzern gehörte. Nach der Insolvenz des Stahl- und Anlagenbau Vacha kaufte die Interessenvereinigung Verkehrsgeschichte mittleres Werratal e. V. 2009 den Lokschuppen, um die vereinseigenen Fahrzeuge sicher abzustellen und so den Betrieb auf der Bahnstrecke Bad Salzungen–Vacha als Anschlussbahn sichern zu können.

## Fahrzeugbestand
In der Dampflokzeit kamen die unterschiedlichsten Lokomotiven zum Einsatz: Die preußischen P 8, G 8, G 8.2, G 10, G 12, T 12, T 14, T 16, T 18, Einheitsloks DR-Baureihe 44 u. v. a. m.
Im Diesellokbetrieb kamen vorwiegend die Baureihen V 60, V 100, V 200 und V 300 der Deutschen Reichsbahn zum Einsatz. Auch die Erprobung des Blue Tiger erfolgte auf den Strecken um Vacha. Mit der Einstellung des Güterverkehrs wurde die Einsatzstelle überflüssig. Einige Jahre wurden die hierher verkehrenden LVT abgestellt, bis der Schienenpersonennahverkehr ganz eingestellt wurde.
Aktueller Bestand, teils Privatbesitz
- eine Köf (ex DB 322 039) (fahrtüchtig) (ex Werra-Fulda-Bahn)
- ein SKL 24
- mehrere SKL 25 und Anhänger
- eine Kö (ex DR, Saalfeld)
- eine V 10 B (ex VEB Gießerei und Ofenbau Königshütte)[2]
- eine V 15, umgebaut auf V 23 (ex Immelborn)
- ein Atlas-Zweiwegebagger
- einige Straßenfahrzeuge (historische Traktoren, Robur, Trabant 601 und Wartburg 311)

RbT Regiobahn Thüringen GmbH
- Lok 1, eine V 22 B
- Lok 2, eine V 22 B
- Lok 6, eine V 50 – Eigentümer IVmW, ex K+S

Häufig zu Besuch sind Gleisstopfmaschinen und Schotterplaniermaschinen eines befreundeten Gleisbauunternehmens aus Tann (Rhön).

## Einsatzstellen
Eine Einsatzstelle des Bw Vacha war Bad Salzungen. Lokbahnhöfe in Kaltennordheim und Bad Liebenstein (damals noch Bw Meiningen) wurden schon frühzeitig aufgegeben.